# Elvis (Vorname)
Elvis ist ein englischer Vorname. Es ist die anglisierte Namensform des irischen Heiligen Ailbe. 

## Variante
Alvis

## Bekannte Namensträger

### Alvis
- Alvis Edgar Owens jr. (1929–2006), amerikanischer Countrysänger
- Alvis Hermanis (* 1965), lettischer Schauspieler und Theatermacher
- Alvis Reid (* 1985), jamaikanischer E-Bassist
- Alvis Wayne (1937–2013), amerikanischer Rockabilly-Sänger

### Elvis
- Elvis Bešlagič (1973–2013), slowenischer Eishockeyspieler
- Elvis Brajković (* 1969), kroatischer Fußballspieler
- Elvis Costello (* 1954), englischer Musiker
- Elvis Crespo (* 1971), puerto-ricanischer Sänger
- Elvis Kafoteka (* 1978), malawischer Fußballspieler
- Elvis Merzļikins (* 1994), lettischer Eishockeytorwart
- Elvis Presley (1935–1977), US-amerikanischer Sänger und Schauspieler
- Elvis Rexhbeçaj (* 1997), deutscher Fußballspieler
- Elvis Jacob Stahr junior (1916–1998), US-amerikanischer Politiker
- Elvis Stojko (* 1972), kanadischer Eiskunstläufer

Fiktive Figuren
- Elvis, eine Figur der Kinderserie Hallo Spencer
- Elvis Cridlington, eine Figur der Kinderserie Feuerwehrmann Sam

Sonstiges
Der deutsche Fernsehmoderator Ralph Caspers behauptete 2020 in einer Sendung, sein Name sei Herzglitzer Ralphonus Elvis Maria Caspers.